# Cultuurwetenschappen
Cultuurwetenschappen zijn de wetenschappen, die bepaalde facetten van de cultuur bestuderen. Hiertoe rekent men de geschiedschrijving, kunstgeschiedenis, de studie van literatuur en filosofie. Er zijn ook raakvlakken met de communicatiewetenschap, met name de vraag: Hoe brengen we cultuur bij de mensen?

## Algemeen
Het is niet eenvoudig om zich het doel van cultuurwetenschappen voor te stellen.
De Engelse kunsthistoricus Ernst Gombrich (1909-2001) heeft zich deze vraag gesteld in een artikel  Research in the humanities: ideals and idols. Hij neemt de humanisten als uitgangspunt en stelt dat zij zich met teksten en monumenten bezighielden die zij wilden ontdekken, bewaren en interpreteren. Dit is een treffende en nog steeds actuele karakterisering van de cultuurwetenschappen. Het probleem is echter dat niet alleen het objectgebied van deze wetenschappen – teksten en artefacten – een enorme uitbreiding heeft ondergaan, maar er ook een toename is van de wetenschappelijke specialisaties, die zich hiermee bezighouden.
Het voorgaande brengt met zich mee dat ieder van de wetenschapsgebieden binnen de cultuurwetenschappen zijn eigen methoden heeft ontwikkeld om tot meer kennis en inzicht te komen omtrent het eigen objectgebied, dan wel een eigen soort vraagstelling hanteert (dit geldt in het bijzonder voor de filosofie, die geen specifiek objectgebied kent). De wetenschappelijke geschiedenisbeoefening in het algemeen heeft tot doel om tot betrouwbare kennis over het verleden te komen en deze kennis kan alleen verkregen worden aan de hand van interpretatie van diverse bronnen. Hierbij hebben zich binnen dit wetenschapsgebied enkele specialisaties ontwikkeld die als methodische componenten kunnen worden beschouwd; gewoonlijk heten ze gezamenlijk historische hulpwetenschappen. Paleografie (kennis van het oude schrift), oorkondeleer (diplomatiek), sfragistiek (zegelkunde), heraldiek (wapenkunde), numismatiek (muntkunde) en ook archeologie. Speciaal voor de bestudering van de klassieke Oudheid komen daarbij nog de epigrafie, de wetenschap die zich met inscripties bezighoudt, en de papyrologie. Al deze specificaties zijn afzonderlijke wetenschappelijke disciplines, die een specifieke deskundigheid vereisen en een eigen ontwikkeling kennen.
Geen historicus kan ze allemaal beheersen. Afhankelijk van het object van zijn of haar onderzoek kan er hooguit sprake zijn van een zekere vertrouwdheid met de belangrijkste resultaten en inzichten van diverse specialisaties. Hun betrouwbaarheid en bruikbaarheid als methode wordt door de historicus bij zijn onderzoek voorondersteld en niet ter discussie gesteld: het laatste wordt binnen de specialisaties gedaan en niet door de historicus zelf.
De genoemde hulpwetenschappen kunnen ook van belang zijn voor de cultuurgeschiedenis. Bij cultuurgeschiedenis, kunstgeschiedenis en letterkunde is het vaak ook zo dat zij voor elkaar de rol van hulpwetenschap vervullen. Naast de hier genoemde hulpwetenschappen hebben zich met name bij de kunstgeschiedenis bepaalde methoden en technieken ontwikkeld om de authenticiteit en/of ouderdom van bepaalde objecten te determineren.

## Het object van de cultuurwetenschappen
Ook een cultuurwetenschappelijk onderzoek kan niet om de vraag van zijn objectgebied heen.
Het object van onderzoek wordt met het begrip cultuur aangeduid. Binnen dit objectgebied kunnen diverse disciplines worden onderscheiden en meestal wordt één daarvan als uitgangspunt genomen. Het begrip wordt meestal impliciet aan de orde gesteld. Toch is het zinvol dit begrip ook expliciet aan de orde te stellen. Het betreft het bindende element tussen de verschillende cultuurwetenschappelijke vakgebieden.
J.M.M. de Valk stelt in zijn cursus Cultuurfilosofie dat het begrip cultuur in wijde zin het geheel van creatieve menselijke activiteiten en de voortbrengselen daarvan aanduidt, als onderscheiden van de natuur; in het dagelijks spraakgebruik komt het woord ook in engere betekenis voor, daarbij valt de nadruk op de kunsten en literatuur.
Vervolgens maakt de Valk de volgende onderscheidingen:
- De stoffelijke cultuur. Als alles wat de mens gemaakt heeft om zich op zekere hoogte onafhankelijk van de natuur te maken en aldus de menselijke vrijheid een grotere speelruimte te geven. Voedselvoorziening, bescherming tegen elementen, gezondheidszorg
- De immateriële cultuur. Al datgene waardoor de mensen hun samenleven en samenwerken hebben geregeld: sociale en economische ordening e.d.
- De (immateriële) cultuur al datgene wat het spraakgebruik onder cultuur verstaat zoals beoefening van wijsbegeerte, wetenschap en kunst.
- Cultuur in de zin van de systemen van zingeving van de wereld, en de hogere zedelijke en religieuze waarden en ideeën.

In zeer algemene zin zou men het voorgaande kunnen samenvatten dat cultuur zowel het denken, handelen, als de producten hiervan omvat. Hierin zijn twee aspecten te onderscheiden die de Valk omschrijft als cultuur gezien als enerzijds menselijke scheppende activiteit en anderzijds de producten hiervan. Hij spreekt in dit verband van de cultuur als een streven en als een erfgoed. Erfgoed en streven, traditie en vernieuwing gaan in een cultuur steeds samen.
Van het begrip cultuur zijn talloze definities te geven. Dit hangt samen met het feit dat dit begrip een typisch voorbeeld is wat de Engelse filosoof W.B. Gallie als wezenlijk betwist begrip is aangeduid. Tot deze noodzakelijk betwiste begrippen rekent hij begrippen die daardoor worden gekenmerkt dat zij onvermijdelijk eindeloze discussies met zich meebrengen over het juiste gebruik en de juiste interpretatie.
Hij geeft een dergelijk begrip een vijftal kenmerken:
- Het begrip moet in die zin waardegeladen zijn, dat het een aanduiding geeft van een resultaat waaraan een bepaalde waarde wordt toegekend.
- Dit resultaat moet intern complex karakter hebben.
- De waarde kan alleen worden verklaard door te verwijzen naar de bijdragen van zijn verschillende onderdelen of kenmerken.
- Het resultaat in kwestie moet van dien aard zijn, dat het naargelang van veranderde omstandigheden in aanzienlijke mate kan worden gewijzigd.
- Groepen hebben niet alleen verschillende opvattingen over het correcte gebruik of juiste interpretatie maar ieder van hen erkent ook het feit dat het eigen gebruik of de eigen interpretatie door de anderen kan worden betwist.

Hij voegt er nog als voorwaarde aan toe dat de betreffende begrippen van een oorspronkelijk voorbeeld, dat door de elkaar bestrijdende standpunten wordt erkend. Voorbeelden zijn het begrip christelijke traditie en het begrip democratie.
Volgens Gallie dient ook het begrip kunst op soortgelijke wijze te worden opgevat: ook hier is sprake van elkaar voortdurend bestrijdende scholen, stijlen en stromingen, die niet alleen een uitgesproken normatieve opvatting over kunst vertegenwoordigen, maar zich hierbij beroepen op bepaalde traditionele waarden.
Het begrip cultuur zou ook als een essential contested concept moeten worden opgevat. De Duitse filosoof Heinrich Rickert (1863-1936) beschouwt het element van de in de cultuur vervatte waarden zelfs als het wezenlijke kenmerk ervan en baseert hierop zijn onderscheid tussen Kulturwissenschaften en Naturwissenschaften. Sinds de tijd dat het begrip cultuur is gehanteerd is dit steeds verbonden geweest met bepaalde normatieve connotaties, waarover een voortdurend verschil van mening is geweest. De waardegeladenheid van het begrip cultuur manifesteert zich in de discussies over multiculturele samenleving, maar in de rol van de nationale cultuur.
Deze studie cultuurwetenschappen richt zich met name op de disciplines cultuurgeschiedenis, kunstgeschiedenis, letterkunde en filosofie. Disciplines als godsdienstwetenschappen, taalkunde, culturele antropologie als economie en rechtswetenschappen kunnen met evengoed recht tot cultuurwetenschappen worden gerekend.

## Cultuurwetenschappen:  onderwerpen

### Methodologie
Als een methode wordt omschreven als een procedure aan de hand waarvan een bepaald doel wordt bereikt, dan houdt de methodologie zich bezig met de kritische analyse van de vraag welke methode de beste en meest betrouwbare is om een bepaald doel te bereiken, maar ook met de vraag wat dat doel precies is, alsmede de haalbaarheid of zin ervan.
De methodologie van een vakgebied moet worden onderscheiden van de gehanteerde methoden, waarbij de te hanteren methoden en de hiermee verband houdende vragen expliciet aan de orde worden gesteld. Deze vragen kunnen moeilijk van uit de ter discussie gestelde methoden zelf worden beantwoord.
Vragen die de kentheoretische legitimiteit van de geschiedwetenschap betreffen kunnen niet vanuit de historische methoden zelf worden beantwoord. De vraag in hoeverre deze kennisaanspraken terecht zijn, is echter geen methodische, maar een wetenschapstheoretische, omdat hierbij de vraag speelt wat de criteria voor (wetenschappelijke) kennis in het algemeen zijn.
Binnen de cultuurwetenschappen zal men zich gewoonlijk weinig met dit soort abstracte problemen bezighouden en deze graag aan op dat gebied gespecialiseerde filosofen overlaten.
Men zou er eenvoudig van uitgaan dat (betrouwbare) kennis van het verleden mogelijk is. Zonder deze vooronderstelling heeft het weinig zin om zelfs maar aan een historisch onderzoek te beginnen. Een vraag waarin cultuurwetenschappers wel in geïnteresseerd zijn is die van de beste methode om tot kennis te komen.
Methodologische discussies doen zich ook in de cultuurwetenschappen voor, soms tot uitdrukking komende in deelspecialisaties en stromingen. Zo kunnen binnen de kunstgeschiedenis benaderingen worden onderscheiden als iconografie (identificatie van voorstellingen), iconologie (interpretatie van conceptuele of symbolische betekenis), stijlgeschiedenis, kunstsociologie en kunstpsychologie.
Met betrekking tot de methodologische discussies en stromingen binnen de cultuurwetenschap wordt in dit verband meestal van theorieën gesproken. In eerste instantie wordt dit gedaan in de vorm van hypothesen die tot wetten worden verheven als zij door empirische gegevens worden bevestigd. Ook in natuurkunde is dit gebruikelijk. Zo spreekt men de gravitatietheorie van Newton. De begrippen waarvan gebruik wordt gemaakt zijn in eerste instantie theoretische constructies.
Het onderscheid tussen een theoretisch en empirisch niveau is dus in zekere zin betrekkelijk en de theoriegeladenheid van wetenschappelijke en zelfs alledaagse ervaringsgegevens wordt dan ook in de moderne wetenschaps- en kennisleer dan ook sterk benadrukt.
Dit wordt benadrukt in de omschrijving die A.D. de Groot (1914) in zijn bekende handboek methodologie, dat in het bijzonder op de sociale wetenschappen is gericht, geeft van een theorie als een systeem van logisch samenhangende, met name niet strijdige, beweringen, opvattingen en begrippen betreffende een werkelijkheidsgebied, die zo zijn geformuleerd, dat het mogelijk is er toetsbare hypotheses uit af te leiden.
Als deze omschrijving als uitgangspunt wordt genomen, moet worden vastgesteld dat men hiermee binnen de cultuurwetenschappen nauwelijks mee uit de voeten kan. De literatuurwetenschap kan hierbij als voorbeeld worden genomen. Het probleem is dat in deze wetenschap de begrippen theorie, hypothese en empirie veel meer in elkaar overlopen dan bij de sociale wetenschappen, laat staan de natuurwetenschappen, het geval is.
Volgens Maarten van Buren in zijn Filosofie van de algemene literatuurwetenschap moeten theorieën in de literatuurwetenschap dan ook worden opgevat als bepaalde interpretatiekaders van een min of meer systematisch karakter. Er is geen essentieel, maar slechts een gradueel verschil tussen literaire kritiek en literatuurtheorie.
Theorieën binnen de literatuurwetenschap komen overigens niet zo zeer uit deze wetenschap zelf voort, maar uit de filosofie en wetenschapstheorie.
Deze constatering maakt in ieder geval duidelijk dat er binnen de cultuurwetenschappen van een zekere eenheid en onderlinge beïnvloeding kan worden gesproken, in dit geval tussen literatuurwetenschap en de filosofie.
Wat het begrip theorie betreft kan worden gewezen op de bijzondere betekenis die dit soms heeft binnen de geschiedwetenschap. Het gaat ook hier om bepaalde algemene interpretatieve kaders, maar deze hebben in de geschiedwetenschap vaak betrekking op een bepaalde visie op het historisch proces of aspecten ervan. Hierbij kan gewezen worden op geschiedenisfilosofieën waarin een algemene theorie omtrent het totale geschiedenisverloop wordt ontwikkeld. Men spreekt echter óók van theorieën in verband met bepaalde verklaringsschema’s, die met betrekking tot bepaalde aspecten van het verleden worden gegeven.

### Samenhang in verscheidenheid
De cultuurgeschiedenis is als de meest algemene discipline te omschrijven: zij richt zich op de cultuur in ruime zin, dat wil zeggen: op de ontwikkeling van het denken en handelen van mensen in het verleden, zoals dit met name gestalte heeft gekregen in de sociale verbanden waarin zij hebben geleefd. Dit zeer ruime objectgebied leent zich voor talloze concrete vraagstellingen. De kritische bestudering en interpretatie van bronnen speelt hierbij steeds een cruciale rol.
De kunstgeschiedenis kent een meer specifiek objectgebied en richt zich vooral op concrete cultuurobjecten, die niet alleen het object van onderzoek zijn, maar ook in eerste instantie fungeren als bronnen voor dit onderzoek.
Hetzelfde kan gezegd worden van teksten, waarmee zowel de literatuurwetenschap als de filosofie zich bezighoudt. Het type teksten waarop zij zich richten is echter wezenlijk verschillend van karakter: in de filosofie gaat het om argumentatieve teksten waarin bepaalde theorieën of visies worden ontwikkeld, terwijl het in de literatuur gaat om teksten in de ruime zin des woords, met een bepaalde (ethische) waarde.
Filosofie als onderwerp van studie en literatuurwetenschap komen evenwel hierin overeen dat beide betreffende teksten met inachtneming van de bijzonder aard ervan worden gethematiseerd, geïnterpreteerd, geanalyseerd en theoretisch verwerkt.
Naast de verscheidenheid van de diverse cultuurwetenschappen kan echter ook worden gewezen op bepaalde elementen die hen verbinden en onderling doen samenhangen.
In dit verband kunnen de volgende elementen naar voren worden gebracht, waarbij een onderscheid wordt gemaakt tussen methodische en inhoudelijke aspecten.

### Methodische aspecten
Onderwerp, vraagstelling en bronnen vormen als het ware een drie-eenheid, die tijdens het onderzoek niet alleen voortdurend in het oog moet worden gehouden, maar waarvan de elementen steeds met elkaar in verband moeten worden gebracht.
De betreffende onderwerpen en/of vraagstellingen worden meestal niet voor de eerste keer aan de orde gesteld: het gaat vrijwel steeds om zaken die in het verleden ook door anderen zijn gethematiseerd. Een onderzoek wordt dus steeds in de context van de bestaande discussie gesitueerd, waarbij tevens de relevantie van het eigen onderzoek wordt aangegeven.

### Inhoudelijke aspecten
Hoewel de verschillende disciplines binnen de cultuurwetenschappen worden gekenmerkt door een eigen objectgebied en/of methode moet de indruk worden vermeden dat er sprake is van waterdichte afscheidingen. We hebben gezien dat het idee van een volks of tijdgeest om verschillende redenen moeilijk is te handhaven. Dit betekent geenszins dat diverse aspecten en uitingen als strikt van elkaar gescheiden moeten worden gezien. Integendeel, met name in de culturele dimensie van een samenleving plegen de diverse aspecten ervan nauw met elkaar samen te hangen. Deze samenhangen dienen echter, empirisch worden onderzocht en vastgesteld en kunnen niet a priori vanuit een volks- of tijdgeest worden geponeerd.
De onderlinge samenhang tussen de diverse cultuurwetenschappelijke disciplines kan worden geïllustreerd aan de hand van het begrip invloed, een begrip wat niet zonder reden binnen de cultuurwetenschap vaak wordt gehanteerd en soms centraal staat. Hierbij moet wel worden aangetekend dat het vaak niet eenvoudig is aan dit begrip een empirische inhoud te geven, dat wil zeggen concreet aan te tonen dat er sprake is van een bepaalde invloed of beïnvloeding.
Bij kunstwerken, literaire werken of filosofische theorieën kan worden gesproken van bepaalde invloeden. Het zijn de spanningsvelden tussen enerzijds traditie en vernieuwing en anderzijds heden en verleden, die bij uitstek verwijzen naar bepaalde samenhangen, die de disciplinaire kaders overstijgen en derhalve hun weerslag vinden in een onderlinge verbondenheid van de cultuurwetenschappen.

## Cultuurwetenschappen

### Cultuurgeschiedenis
De idee van cultuurgeschiedenis stamt uit de tweede helft van de achttiende eeuw en hangt enerzijds samen met de secularisering van de geschiedenis en anderzijds met de idee van de historische ontwikkeling, die in de negentiende eeuw zijn hoogtepunt bereikte.
Cultuur is in metaforische zin gebruikt in de betekenis van de vorming van de geest. In de tweede helft van de achttiende eeuw wordt dit van oudsher naar de vorming van het individu verwijzend begrip evenwel omgevormd tot een begrip dat betrekking heeft op bepaalde kenmerken van groepen of volken.
Tot op de dag van vandaag hebben steeds twee aspecten bij de cultuurgeschiedenis centraal gestaan: enerzijds de diversiteit van culturen en de eenheid van een bepaalde cultuur in relatie tot haar diverse verschijningsvormen.
Eenheid versus verscheidenheid speelt ook bij het eerst genoemde aspect in die zin een rol, dat bij de universele geschiedenis van de mensheid – in geseculariseerde vorm werd deze in de tweede helft van de achttiende eeuw aan de orde gesteld - tegenover die van de afzonderlijke culturen werd gesteld.
Zo spreekt Voltaire in zijn Essai sur les moeurs et l’esprit des nations (1756) die wel de eerste cultuurgeschiedenis wordt genoemd, van een universele en overal gelijke menselijke natuur, die als bodem fungeert voor de cultuur, die diverse vruchten draagt. Ook Herder legt in zijn Ideen zur Philosophie der Geschichte der Menschheit (1784-1791) de nadruk op de diversiteit van culturen.
Het is de Duitse filosoof Hegel (1770-1831) geweest die in een groots opgevatte geschiedfilosofie (zie "Lezingen over de filosofie van de geschiedenis") drie aspecten van de (cultuur)geschiedenis tot een samenhangend geheel heeft gebracht:
- De universele geschiedenis versus die van afzonderlijke volken
- De eenheid van een volk, tot uitdrukking komend in de diverse culturele verschijningsvormen ervan
- De synthese van deze elementen binnen de historische ontwikkeling, zowel op een niveau van de individuele volken als dat van de universele geschiedenis

De leidende ideeën bij de realisatie van de synthese van deze elementen zijn bij Hegel de Weltgeist – in feite een geseculariseerd goddelijk principe - en de Volksgeist, terwijl de idee van historische ontwikkeling wordt opgevat als een toenemende graad van bewustzijn van vrijheid.
De visie van Hegel wordt hier aan de orde gesteld omdat zij met name binnen de cultuurgeschiedenis van grote invloed is geweest. In de cultuurgeschiedenis speelt het begrip volksgeest behalve in nationalistische georiënteerde studies nauwelijks nog een rol, maar met het begrip tijdgeest is het anders gesteld, zonder dat het begrip expliciet hoeft te worden gehanteerd; het gaat hierbij om de idee van afzonderlijke culturele elementen die in een bepaalde periode een eenheid vormen.
Twee beroemde cultuurhistorische studies kunnen in dit verband worden genoemd Jacob Burckhardts Die Kultur der Renaissance in Italien (1860) en Johan Huizinga's Herfsttij der Middeleeuwen (1919).
Gombrich heeft in zijn boek In seach for cultural history (1969) de theoretische bezwaren tegen de benadering van Burckhardt en Huizinga naar voren gebracht. Waar vanuit een hegeliaanse optiek binnen een periode a priori alles noodzakelijkerwijs met alles samenhangt, wil Gombrich bewust afstand nemen van een dergelijke veronderstelling. Volgens hem moet cultuurhistorisch onderzoek zich richten op meer concrete vraagstellingen, bijvoorbeeld over de rol van bepaalde individuen of tradities, zonder deze slechts als illustraties te willen zien van bepaalde tijdgeest of wat dies meer zij. Weliswaar dienen onderlinge verbanden te worden gelegd, maar deze moeten door onderzoek en in bepaalde interpretaties naar voren gebracht en niet bij voorbaat geponeerd, aldus Gombrich.
Het moderne cultuurhistorisch onderzoek is hierin nog verder gegaan en begrippen als cultuurgeschiedenis in het algemeen, laat staan het grote werelddrama, zal men hierbij niet meer aantreffen. De cultuurgeschiedenis houdt zich thans bezig met een scala van de meest diverse onderwerpen, die bovendien binnen talloze subdisciplines worden bestudeerd. In dit verband kan worden gewezen op disciplines als ideeëngeschiedenis, intellectuele geschiedenis, geschiedenis van wetenschap en techniek, mentaliteitsgeschiedenis, historische antropologie en studie van de volkscultuur.
De cultuurgeschiedenis verschilt niet in deze van de methoden van de algemene geschiedenis. Met uitzondering van de hegeliaanse visie op de cultuurgeschiedenis, die bepaalde methodologische consequenties heeft, kan niet van een specifieke cultuurhistorische methodologie worden gesproken.

### Kunstgeschiedenis
Het antwoord op de vraag naar het objectgebied van de kunstgeschiedenis is simpel: het betreft vooral concrete objecten, met als enige beperking dat de mens ze heeft voortgebracht. Het behoort mede tot de taak van de kunstgeschiedenis een oordeel te vellen over de esthetische waarden van de desbetreffende objecten, maar ook wat hier toen en nu onder werd en wordt verstaan en hoe de opvattingen zich hebben ontwikkeld. Ook de kunstgeschiedenis is door Hegels geschiedfilosofie voor een periode bepaald geweest: de kunst werd in dit verband zelfs als een van de meest wezenlijke uitdrukkingen van de volks- en tijdgeest gezien.
Voor de verdere ontwikkeling van de discipline van de kunstgeschiedenis is vooral interessant te wijzen op de invloed van de Duitse kunsthistoricus Aby Warburg (1866-1929) heeft uitgeoefend. Hij heeft bewust afstand genomen van de inpassing van de kunstgeschiedenis in een grootschalig opgevatte cultuurgeschiedenis in de zin van Burckhardt. Met Erwin Panofsky (1892-1968) die nauw met hem heeft samengewerkt, wordt Warburg als de grondlegger van de iconologische methode beschouwd.
Bij kunstgeschiedenis spelen niet alleen concrete objecten een rol. Veeleer is het tegendeel het geval, omdat hier vaak sprake is van karakteriseringen, waarbij bepaalde perioden of stromingen aan de orde worden gesteld. Het gaat hier om interpretatieve kaders en niet om objectief bestaande en exact te omschrijven entiteiten. Deze kloof kan worden overbrugd door bij onderzoek gebruik te maken van bronnenmateriaal, zoals ook bij de algemene geschiedenis gebruikelijk is.